# (4377) Koremori
(4377) Koremori (1987 GD) – planetoida z pasa głównego asteroid okrążająca Słońce w ciągu 3,67 lat w średniej odległości 2,38 j.a. Odkryta 4 kwietnia 1987 roku.